# Westgreußen
Westgreußen település Németországban, azon belül Türingiában. Lakosainak száma 363 fő (2023. december 31.).

## Népesség
A település népességének változása:
| Lakosok száma | 368  | 362  | 375  | 379  | 363  |
|               | 2017 | 2019 | 2021 | 2022 | 2023 |